# Sam Martin

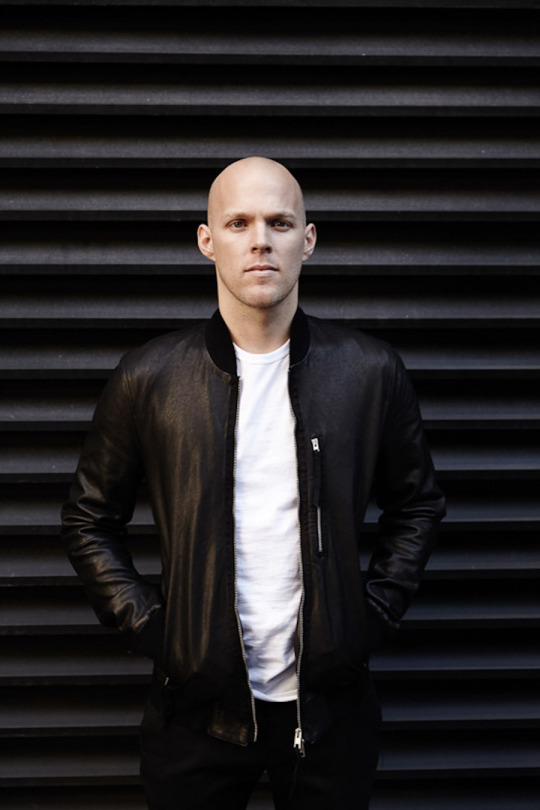
Sam Martin (2019)

Samuel Denison „Sam“ Martin (* 7. Februar 1983 in New York City) ist ein US-amerikanischer Singer-Songwriter und Mitgründer der Band „Con Bro Chill“, bei der er auch als Frontmann tätig ist.

## Karriere
Martin wurde in New York City geboren und zog als Teenager nach Lake Oswego in Oregon, wo er die High School besuchte. Danach ging er für zwei Jahre auf das Berklee College of Music. Nachdem er diese abgeschlossen hatte, begann er eine Karriere als Songwriter. Er schrieb unter anderem Daylight und It Was Always You für Maroon 5. Des Weiteren beteiligte er sich an dem Track Like a Drum von Guy Sebastian und Ziggy Marleys Song Lighthouse.
Nach ersten Erfolgen wurde der französische DJ und Produzent David Guetta auf ihn aufmerksam. Er lud ihn ins Studio ein und sie begannen gemeinsam mit unter anderem Avicii und Daddy's Groove das Lied Lovers on the Sun zu schreiben, das er auch sang. Das Lied wurde am 30. Juni 2014 erstmals veröffentlicht und wurde ein großer Erfolg. In über 20 Ländern konnte es die Top-10 der offiziellen Single-Charts erreichen. Kurz darauf bekam er gleich mehrere Anfragen auf Zusammenarbeit. Darunter von Maroon 5 für das Album V sowie auch vom australischen DJ Dirty South.
Nachdem David Guetta die Tracklist seines vierten Studioalbums bekanntgab, erschien eine weitere Zusammenarbeit zwischen Guetta und Martin. Das Lied trägt den Namen Dangerous und wurde als weitere Vorab-Veröffentlichung von Guettas Album veröffentlicht. Der Stil des Liedes ähnelt nicht der Vorgänger-Single Lovers on the Sun, sondern basiert auf Retro-Elektropop. Bereits vor der Veröffentlichung erreichte der Track hohe Platzierungen in den iTunes-Charts verschiedener Länder.

## Diskografie

### Kompilationen
- 2019: Alpha Omega

### EPs
- 2014: Sam Martin
- 2018: Blue Tuesday

### Singles als Leadmusiker
- 2015: Song for My Unborn Son
- 2017: Bring Me Home
- 2017: It’s Gonna Get Better
- 2018: Long Live the Billionaire
- 2019: Sabotage
- 2019: Sugar Is Sweet
- 2019: Rather Be Alone (mit Robin Schulz & Nick Martin)

### Singles als Gastmusiker
| Jahr | Titel Album              | Höchstplatzierung, Gesamtwochen, AuszeichnungChartplatzierungen (Jahr, Titel, Album, Platzierungen, Wochen, Auszeichnungen, Anmerkungen) | Höchstplatzierung, Gesamtwochen, AuszeichnungChartplatzierungen (Jahr, Titel, Album, Platzierungen, Wochen, Auszeichnungen, Anmerkungen) | Höchstplatzierung, Gesamtwochen, AuszeichnungChartplatzierungen (Jahr, Titel, Album, Platzierungen, Wochen, Auszeichnungen, Anmerkungen) | Höchstplatzierung, Gesamtwochen, AuszeichnungChartplatzierungen (Jahr, Titel, Album, Platzierungen, Wochen, Auszeichnungen, Anmerkungen) | Höchstplatzierung, Gesamtwochen, AuszeichnungChartplatzierungen (Jahr, Titel, Album, Platzierungen, Wochen, Auszeichnungen, Anmerkungen) | Anmerkungen                                                                               |
| Jahr | Titel Album              | DE | AT | CH | UK | US | Anmerkungen                                                                               |
| ---- | ------------------------ | --- | --- | --- | --- | --- | ----------------------------------------------------------------------------------------- |
| 2014 | Lovers on the Sun Listen | DE1 Platin · (29 Wo.)DE | AT1 Gold · (19 Wo.)AT | CH2 Platin · (28 Wo.)CH | UK1 Platin · (19 Wo.)UK | — | Erstveröffentlichung: 30. Juni 2014 David Guetta feat. Sam Martin Verkäufe: + 1.426.900   |
| 2014 | Dangerous Listen         | DE1 ×3Dreifachgold · (34 Wo.)DE | AT1 Gold · (23 Wo.)AT | CH1 Platin · (28 Wo.)CH | UK5 Platin · (25 Wo.)UK | US56 Platin · (15 Wo.)US | Erstveröffentlichung: 6. Oktober 2014 David Guetta feat. Sam Martin Verkäufe: + 2.892.200 |

Weitere Gastbeiträge
- 2013: All These Roads (Sultan + Ned Shepard feat. Stella Day & Sam Martin)
- 2014: Unbreakable (Dirty South feat. Sam Martin)
- 2015: Dirty Mind (Flo Rida feat. Sam Martin)
- 2017: Naked (Robin Schulz feat. Sam Martin)
- 2017: Carry Me Home (Sam Feldt feat. Sam Martin)
- 2017: Leviathan (G-Eazy feat. Sam Martin)
- 2018: I Want a Miracle (Fred Rister feat. Sam Martin & Chris Willis)
- 2018: Nothing Scares Me Anymore (Steve Angello feat. Sam Martin)
- 2018: Wild Wild Son (Armin van Buuren feat. Sam Martin)
- 2019: Love You Forever (Nicky Romero & Stadiumx feat. Sam Martin)
- 2019: Miles Away (Armin van Buuren feat. Sam Martin)
- 2021: Live and Let Live (Robin Schulz feat. Sam Martin)

### Als Songwriter
- 2012: Youngblood Hawke – We Come Running
- 2012: Maroon 5 – Daylight
- 2013: Guy Sebastian – Like a Drum
- 2013: Ziggy Marley – Lighthouse
- 2013: Union J – Last Goodbye
- 2014: Maroon 5 – It Was Always You
- 2014: Nick Jonas – Wilderness
- 2014: One Direction – Change Your Ticket
- 2014: Pentatonix – On My Way Home
- 2014: Prince Royce feat. Snoop Dogg – Stuck On a Feeling
- 2014: Digitalism feat. Youngblood Hawke – Wolves
- 2014: David Guetta feat. The Script – Goodbye Friend
- 2014: David Guetta feat. Emeli Sandé – What I Did for Love
- 2015: Jason Derulo – Want to Want Me
- 2015: Zedd – Straight Into the Fire
- 2015: Zedd feat. Troye Sivan – Papercut

## Auszeichnungen für Musikverkäufe
| Goldene Schallplatte - Belgien - 2015: für die Single Dangerous - Mexiko - 2015: für die Single Lovers On The Sun - Neuseeland - 2015: für die Single Lovers On The Sun Platin-Schallplatte - Australien - 2014: für die Single Dangerous - 2014: für die Single Lovers On The Sun - Dänemark - 2014: für das Streaming Lovers On The Sun - 2015: für die Single Dangerous - Kanada - 2015: für die Single Dangerous - Neuseeland - 2015: für die Single Dangerous - Spanien - 2014: für das Streaming Lovers on the Sun - 2015: für das Streaming Dangerous - 2015: für die Single Lovers On The Sun | 2× Platin-Schallplatte - Italien - 2014: für die Single Lovers On The Sun - Spanien - 2015: für die Single Dangerous 3× Platin-Schallplatte - Italien - 2018: für die Single Dangerous - Schweden - 2015: für die Single Lovers On The Sun - 2015: für die Single Dangerous |

Anmerkung: Auszeichnungen in Ländern aus den Charttabellen bzw. Chartboxen sind in ebendiesen zu finden.
| Land/RegionAuszeichnungen für Musikverkäufe (Land/Region, Auszeichnungen, Verkäufe, Quellen) | Gold     | Platin       | Verkäufe  | Quellen                 |
| -------------------------------------------------------------------------------------------- | -------- | ------------ | --------- | ----------------------- |
| Australien (ARIA)                                                                            | —        | Platin1      | 140.000   | aria.com.au             |
| Belgien (BRMA)                                                                               | Gold1    | —            | 15.000    | ultratop.be             |
| Dänemark (IFPI)                                                                              | —        | 2× Platin2   | 60.000    | ifpi.dk                 |
| Deutschland (BVMI)                                                                           | Gold1    | 2× Platin2   | 1.000.000 | musikindustrie.de       |
| Frankreich (SNEP)                                                                            | —        | —            | 171.500   | infodisc.fr FR2         |
| Italien (FIMI)                                                                               | —        | 5× Platin5   | 210.000   | fimi.it                 |
| Kanada (MC)                                                                                  | —        | Platin1      | 80.000    | musiccanada.com         |
| Mexiko (AMPROFON)                                                                            | Gold1    | —            | 30.000    | amprofon.com.mx         |
| Neuseeland (RMNZ)                                                                            | Gold1    | Platin1      | 22.500    | radioscope.co.nz        |
| Österreich (IFPI)                                                                            | 2× Gold2 | —            | 30.000    | ifpi.at                 |
| Schweden (IFPI)                                                                              | —        | 6× Platin6   | 240.000   | sverigetopplistan.se    |
| Schweiz (IFPI)                                                                               | —        | 2× Platin2   | 60.000    | hitparade.ch            |
| Spanien (Promusicae)                                                                         | —        | 5× Platin5   | 120.000   | elportaldemusica.es ES2 |
| Vereinigte Staaten (RIAA)                                                                    | —        | Platin1      | 1.000.000 | riaa.com                |
| Vereinigtes Königreich (BPI)                                                                 | —        | 2× Platin2   | 1.200.000 | bpi.co.uk               |
| Insgesamt                                                                                    | 6× Gold6 | 28× Platin28 |           |                         |